# Neige d'Avril
'Neige d'Avril' est un cultivar de rosier grimpant, hybride de Rosa multiflora obtenu en 1908 par le rosiériste français Robichon. Il doit son nom au fait qu'il fleurit tôt dans la saison.

## Description
Ce rosier-liane fleurit très tôt à la fin du mois d'avril, au début du mois de mai, ou à la mi-mai en France, pendant trois ou quatre longues semaines, produisant une avalanche de bouquets de roses d'un blanc immaculé. Ses roses de 5 à 6 cm sont semi-doubles (9-16 pétales) et parfumées d'une odeur de pomme. Elles s'ouvrent sur des étamines dorées. Ce rosier est très mellifère. Le buisson quasiment inerme, s'élève de 5 à 6 mètres, pour 2 mètres d'envergure. Il donne des fruits couleur corail orangé.
Il apprécie les situations ensoleillées, mais tolère la mi-ombre. Il se plaît à couvrir grillages, pergolas, treillages, pylônes et arches. Il est vigoureux et rustique, très résistant aux maladies. La taille n'est pas obligatoire, mais il est préférable de réduire les branches ayant fleuri. Après quelques années, il faut surtout couper les vieilles pousses en surnombre entre 30 cm et 60 cm du sol, après la floraison ou après les fortes gelées sous climat peu favorable . Ses fleurs ne conviennent pas à la coupe pour une mise en vase.
On peut l'admirer à la roseraie Jean-Dupont d'Orléans.